# 卡尔顿山

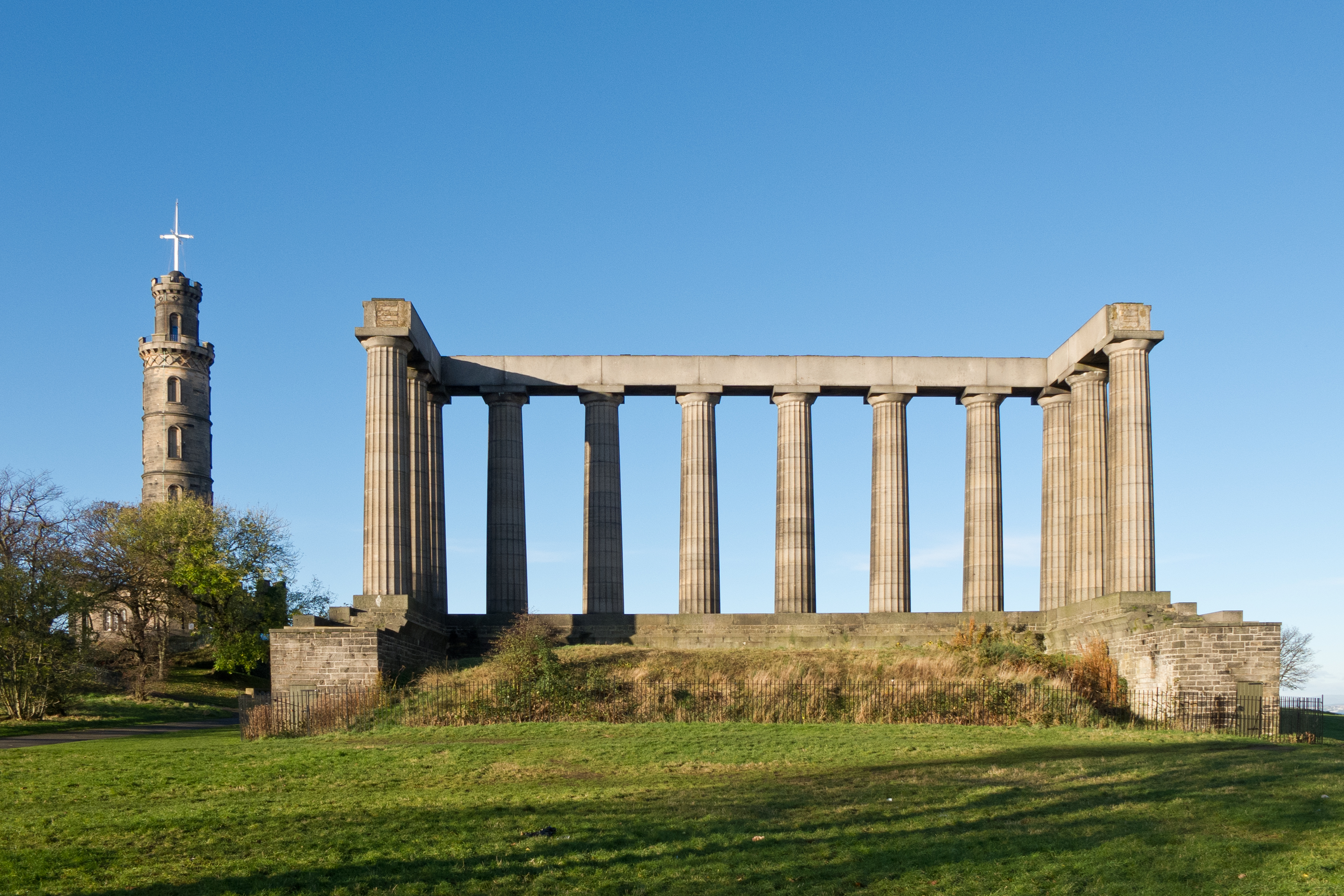
卡尔顿山山顶的国家纪念堂以及纳尔逊纪念塔

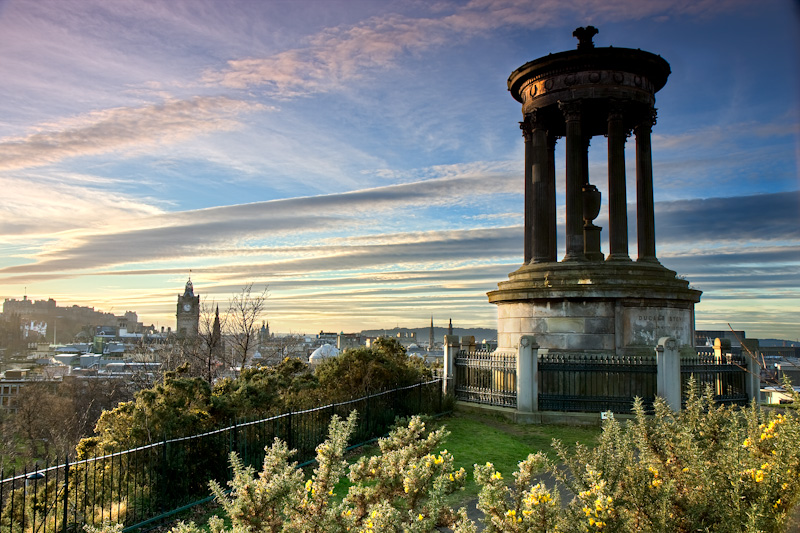
俯瞰爱丁堡，前景是杜格尔德·斯图尔特纪念亭

卡尔顿山（Calton Hill）是苏格兰爱丁堡新城东侧的一座小山。这座山的风景，以及从这座山看到的风景，常用于这座城市的照片和绘画。
对于卡尔顿这个名字的来源，较为更合乎逻辑的解释，是其源于盖尔语"choille-dun"（森林山）或 "cauldh -dun" （黑山）。由于这座山的黑色玄武岩结构，后者是最适合的解释。
卡尔顿山是苏格兰政府总部的所在地，圣安德鲁大厦就位于这座山陡峭的南坡；而苏格兰议会大厦，以及荷里路德宫等重要建筑，就位于山脚下附近。这座山还有一些标志性的古迹和建筑：国家纪念堂、纳尔逊纪念塔、杜格尔德·斯图尔特纪念亭、老皇家中学、罗伯特·伯恩斯纪念碑、政治烈士纪念碑以及市天文台。

## 政治符号
卡尔顿山是苏格兰分權自治（devolution）的一个重要地点。老皇家中学曾被指定为未来的苏格兰大会（Scottish Assembly）所在地，1998年苏格兰法案通过后，又作为苏格兰议会有潜力的竞争地点，然而，当时的苏格兰事务大臣唐納德·杜瓦（Donald Dewar）担心这个地点成为“民族主义者的示播列”，最终苏格兰议会大厦选址在山下的荷里路德。2004年10月，《卡尔顿山声明》也是在卡尔顿山发表，提出未来成立苏格兰共和国的要求。

## 早期历史
卡尔顿山自从古代就被用作刑场。有名的术士Major Weir在这里被处决。1456年，苏格兰国王詹姆斯二世允许爱丁堡居民使用山的西北坡进行马上长矛比武。这也是个天然的圆形剧场，用作露天剧场，苏格兰人在此第一次演出"The Three Estaites"。1518年，加尔默罗会修士在山的西侧建立了一座修道院。
1560年苏格兰宗教改革后，修道院的土地归属巴尔梅里诺勋爵。后来在16世纪，建立了一个麻疯病院。1631年，巴尔梅里诺勋爵授权给卡尔顿商人（主要是一批鞋匠）在这片土地定居，建立了一个小村庄，中间有一个广场。1718年，这个广场用围墙封闭，成为一片墓地，今天称为旧卡尔顿公墓。
1669年，该地区获得自治市镇的地位。1724年，爱丁堡皇家自治市向巴尔梅里诺勋爵购买了这座山，因此这一地区随即升格，拥有皇家自治市的权利地位（1725年）。直到1859年，卡尔顿山才正式与爱丁堡市合并。

## 建筑

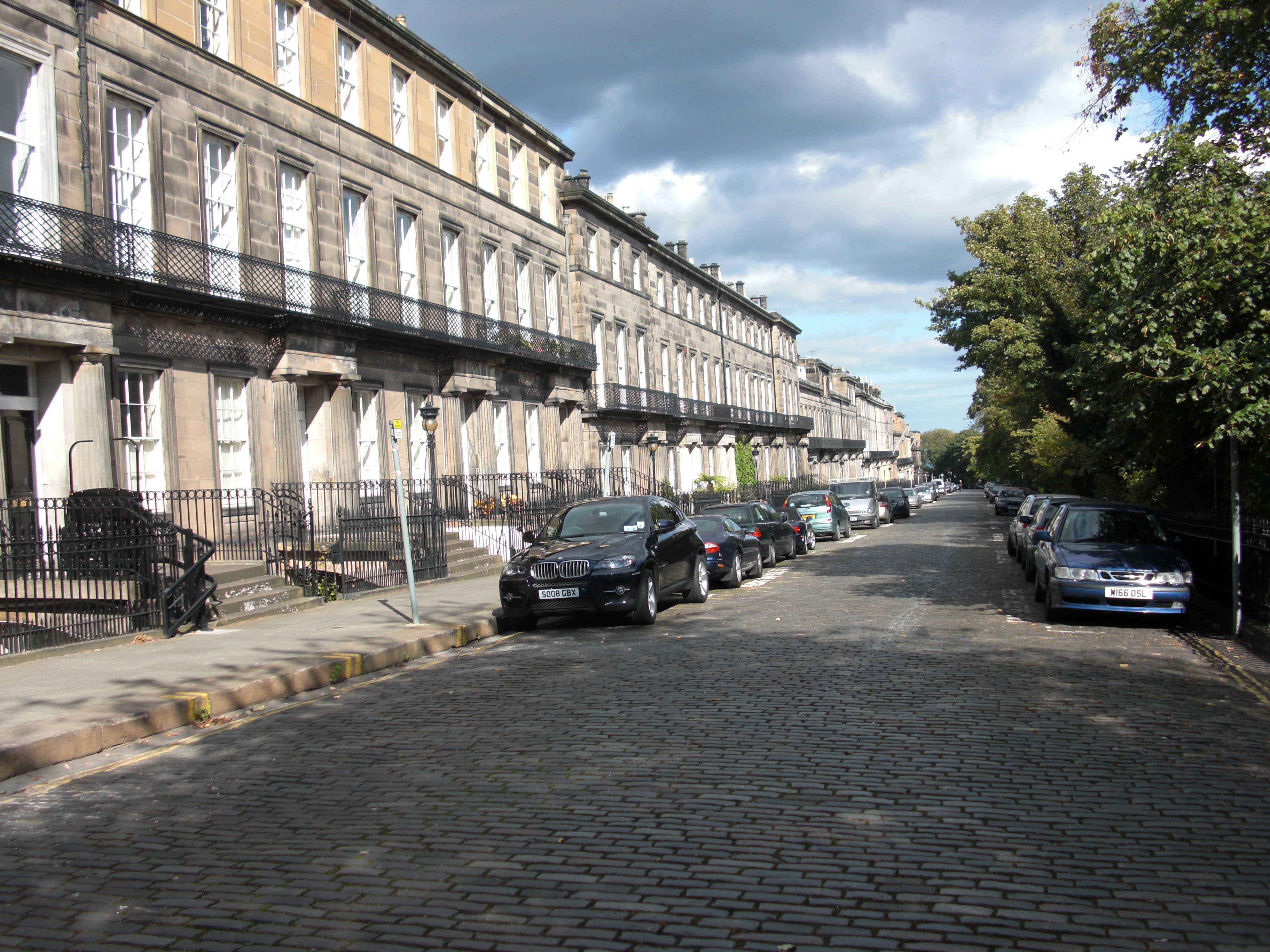
摄政台的乔治式住宅

卡尔顿山上原本设有臭名昭著的卡尔顿监狱（后来被索顿监狱所取代），以及关押合伙债务人的布里奇韦尔监狱。这两个监狱大部分被拆除，兴建圣安德鲁大厦，驻有苏格兰的高级公务员。布里奇韦尔监狱的围墙在圣安德鲁大厦南侧的卡尔顿路上仍可见到。
旧卡尔顿公墓位于卡尔顿山的东南侧，哲学家大卫·休谟安葬于此。休谟这样写他自己的墓志铭：“生于1711年，死于 [----]。其余的留给后人添加。”在他去世的1776年，雕刻在一个“简单的罗马墓地”，如同他所希望的，这块墓地俯瞰着他在新城圣大卫街1号的家。政治烈士纪念碑也位于公墓内，是为了纪念五位法国革命的崇拜者，他们被处以叛乱罪名，于1793年流放到澳大利亚。
著名的苏格兰建筑师威廉·亨利·普莱费尔负责修建了三面环山的优雅道路，包括皇家台（Royal Terrace）、卡尔顿台（Carlton Terrace）和摄政台（Regent Terrace），最大的联排住宅位于皇家台。第一座住宅兴建于普莱费尔规划发布的1819年，现在皇家台有40座。占山顶一半以上面积的花园由当地的居民协会管理。这里有许多旅馆和国际机构，例如在摄政台的美国领事馆。皇家台拥有俯瞰福斯湾的美景，在19世纪被称为“威士忌行”（Whisky Row）。一种解释认为这样命名，是因为大量酒商曾经住在那里。路易十九（查理十世的长子，最后一位波旁王朝国王）和他的妻子玛丽-泰瑞莎-夏洛特（路易十六和玛丽·安托瓦内特的长女），于1830年搬到摄政台21号（现在为22号）。查理十世的表妹，贝里公爵夫人卡洛琳·费迪南德·路易丝，当时也住在摄政台12号（当时为11号）。她的小儿子亨利，尚博尔伯爵，据说在1832年全家前往奥地利时曾经痛哭，因为他已经深受苏格兰吸引。苏格兰画家弗朗西斯·卡德尔从1930年到1935年住在摄政台30号。考虑到美国领事馆的安全，摄政台的西端于2001年关闭通行。2010年，爱丁堡市议会提议由于爱丁堡电车项目，应该关闭皇家台入口。
普莱费尔在山顶上修建了许多纪念性建筑，其中最著名的是国家纪念堂。这座纪念性建筑以雅典帕特农神庙为蓝本，纪念在拿破仑战争中阵亡的苏格兰士兵。国家纪念堂于1826年开工，1829年由于缺乏资金被迫停建，未能完成，被称为“苏格兰的耻辱”。 
华丽的摄政桥东端建在山的一侧，穿越深邃的峡谷（谷底是电影《迷幻列车》的拍摄外景），连接卡尔顿山和王子街，现在爱丁堡的主要购物街。负责在1815年修建摄政桥的工程师罗伯特·史蒂文森，是作家罗伯特·路易斯·史蒂文森的祖父。
在卡尔顿山的西侧有一条街的名称也称为卡尔顿山。艾格尼丝·麦理浩，以罗伯特·伯恩斯的克拉林达而广为人知，居住在14号，1841年在这里去世。苏格兰诗人伯恩斯花费数年，送给她许多首诗，但是未能成功地诱惑这位美丽的已婚女子。

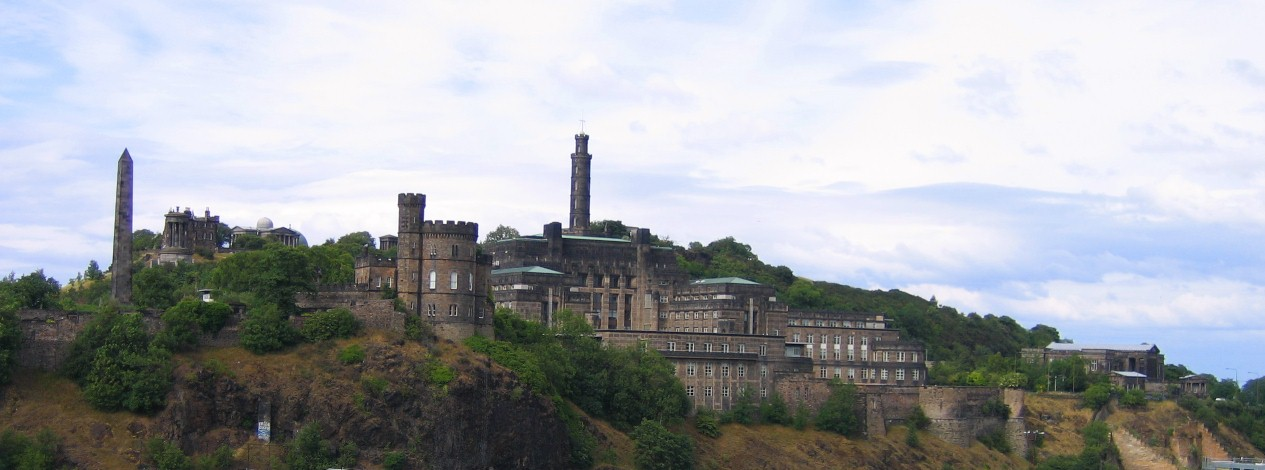
卡尔顿山

## 露天性爱
近年来，卡尔顿山作为露天性爱的场所变得臭名昭著。随着吸毒者和未成年饮酒者的到来，男性之间的卖淫正在增加。在爱丁堡，这一地区是传统的同性性行为场所。在一个不名譽的事件中，一名男子因在山脚下用交通錐刺激自己而被捕。

## 活动

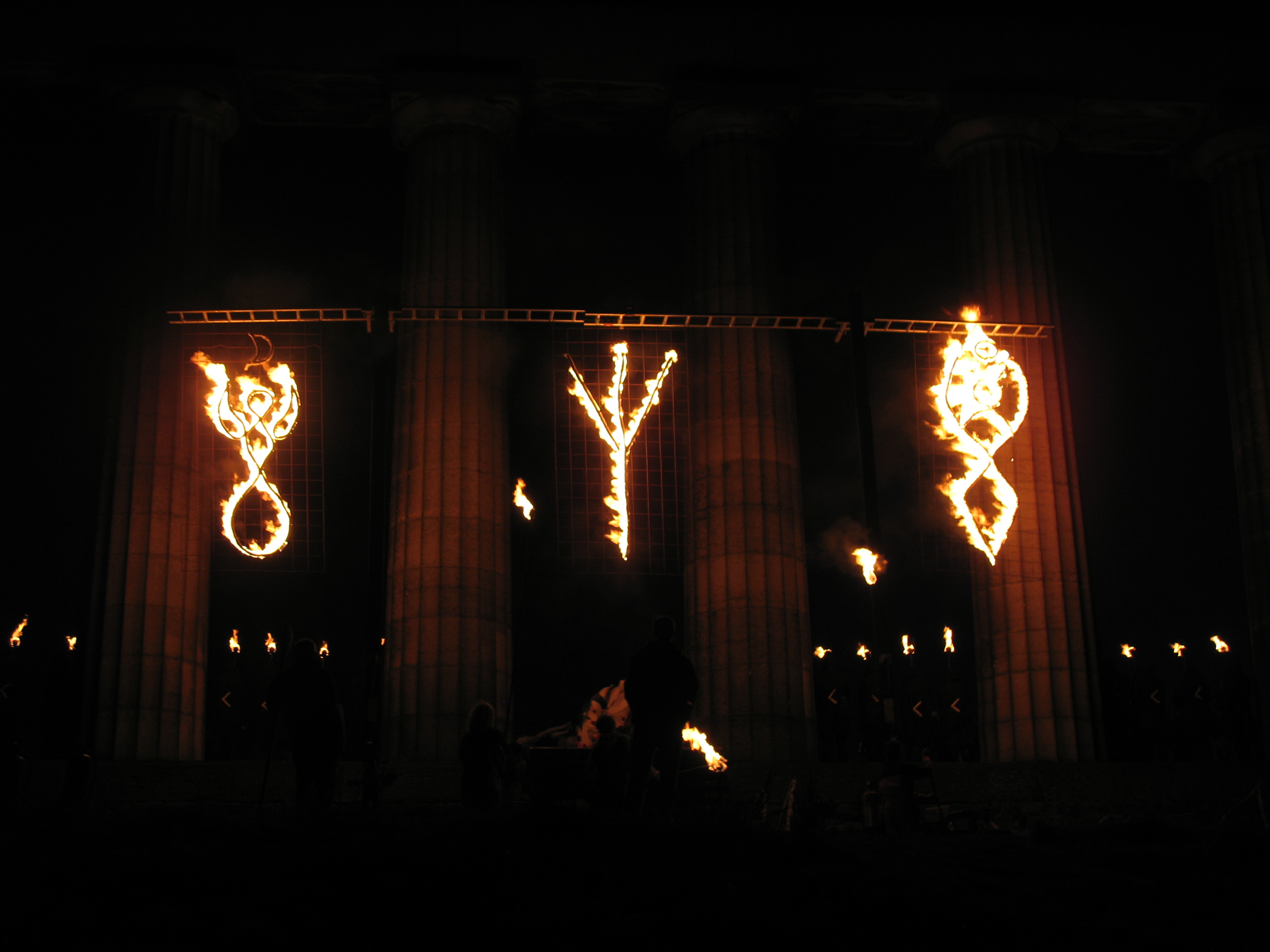
五朔节期间的国家纪念碑

一年中，在卡尔顿山会举办许多活动，其中规模最大的是每年4月30日举行的五朔节（Beltane Fire Festival），有12,000人参加。这是古代凯尔特五朔节在卡尔顿山的复兴。每年十月初，印度教达瑟拉节（Dussehra）也在卡尔顿山庆祝。